# Abilene, Texas
Abilene là một thành phố thuộc quận Taylor, tiểu bang Texas, Hoa Kỳ. Năm 2010, dân số của xã này là 117063 người.

## Dân số
- Dân số năm 2000: 115930 người.
- Dân số năm 2010: 117063 người.